# Yangdok
Yangdok (Hán Việt: Dương Đức) là một huyện của tỉnh Pyongan Nam tại Cộng hòa Dân chủ Nhân dân Triều Tiên. Huyện giáp với Sinyang ở phía tây và tây bắc, với Kowon của tỉnh Hamgyong Nam ở phía bắc, với Chonnae và Poptong của tỉnh Kangwon ở phía đông, với Sinpyong của tỉnh Hwanghae Bắc ở phía nam. Huyện giáp với dãy núi Rangrim. Năm 2008, dân số toàn huyện Yangdok là 61.355 người (29.037 nam và 32.318 nữ), trong đó, dân cư đô thị là 19.212 người (31,3%) còn dân cư nông thôn là 42.143 người (60,7%).